# Tetrocycloecia neozelanica
Tetrocycloecia neozelanica is een mosdiertjessoort uit de familie van de Cerioporidae. De wetenschappelijke naam van de soort is, als Heteropora neozelanica, voor het eerst geldig gepubliceerd in 1879 door Busk.